# Седем старци и едно момиче
Седем старци и едно момиче (на руски: Семь стариков и одна девушка) е съветски комедиен игрален филм, заснет през 1968 г. от режисьора Евгений Карелов. Последната филмова роля на актрисата Светлана Савёлова.

## Сюжет
Младата випускница на института по физическо възпитание Олена Величко е изпратена да работи като треньор в спортен клуб. Тя е пълна със светли надежди. Обаче вместо обещаващи спортисти, тя получава „група за укрепване на здравето“ – шестима мъже, които не са в първа младост, като не са нито здрави (в живота са изпълнявали винаги главната роля), нито с пробивност. Олена се опитва да се отърве по всякъкъв начин от своите подопечни: тя им задавава ту смехотоворно лесни задачи, ту непосилни натоварвания, крещи им, нагрубява ги, с една дума опитва се да направи така, че да я уволнят. Това обаче е трудно: според съветското законодателство млад специалист може да бъде уволнен само за много сериозно нарушение. Скоро седмият – студентът Володя Тюпин – се присъединява към групата от шестима „старци“. Той иска да помогне на момичето да изпълни плана си и да я дескридитират. Но резултата е, че всички се проникнати от искрена симпатия към своя инструктор и се опитват да бъдат на върха на изискванията. На края и седмината се оказват в екстремна ситуация (ограбват пред очите им инкасатор) и се оказва, че часовете на Елена не са били напразни – „старците“ не само са станали физически по-силни, но и се обединили в приятелски екип.
Филмът е базиран на естонската филмова комедия от 1968 г. Mehed ei nuta („Мъжете не плачат“).
Във филма участва прочутата тройка комици: Георгий Вицин – („Трус“), Юрий Никулин – („Балбес“) и Евгений Моргунов – („Бывалый“).

## Създатели
- Автори на сценария: Евгений Карелов, Алберт Иванов
- Режисьор: Евгений Карелов
- Оператор: Сергей Зайцев
- Художник: Михайло Карташов
- Композитор: Евгений Птичкин

## Гласове
- Светлана Савьолова – Олена Петровна Величко, начинаещ треньор
- Валентин Смирницки е Владимир Тюпин, „старецът“ е задочен студент
- Борис Чирков – Володимир Николайович Яковлев, „стар“ – страхотен шеф
- Микола Парфьонов – Сухов, „старият“ – по-малък началник
- Борис Новиков – Степан Петрович Бубнов, „старецът“ – водопроводчик
- Алексей Смирнов – Масленников, „старецът“ – оперен певец
- Анатолий Адоскин – Анатолий Сидоров, „старецът“ – безнадежден ерген
- Александър Беняминов – Сергей Сергиевич Анисов, „старият“ – колекционер
- Евгений Весник е директор на спортния клуб
- Георгий Вицин – разбойник №1 („Трус“)
- Юрий Никулин – разбойник №2 („Балбес“)
- Евгений Моргунов – разбойник № 3 („Бывалый“)
- Анатоли Папанов – юрисконсулт
- Нина Агапова – Кравцова, лекар
- Георги Тусузов – Мурашко, професор
- Тетяна Бестаева – Жанет, французойка, годеница на Анатолия Сидорова
- Петро Савин е шеф на Анисов
- Анатолий Обухов – Гришата, главореза
- Володимир Кьонигсон – гласът на Луи дьо Фюнес
- Владислав Линковски – солист на песента „Направи чудо“ (вокален квартет „Акорд“, зад кадър)
- Зоя Харабадзе – изпълнение на песента Perform a miracle (вокален квартет „Акорд“, зад кадър)